# August Emil Fieldorf

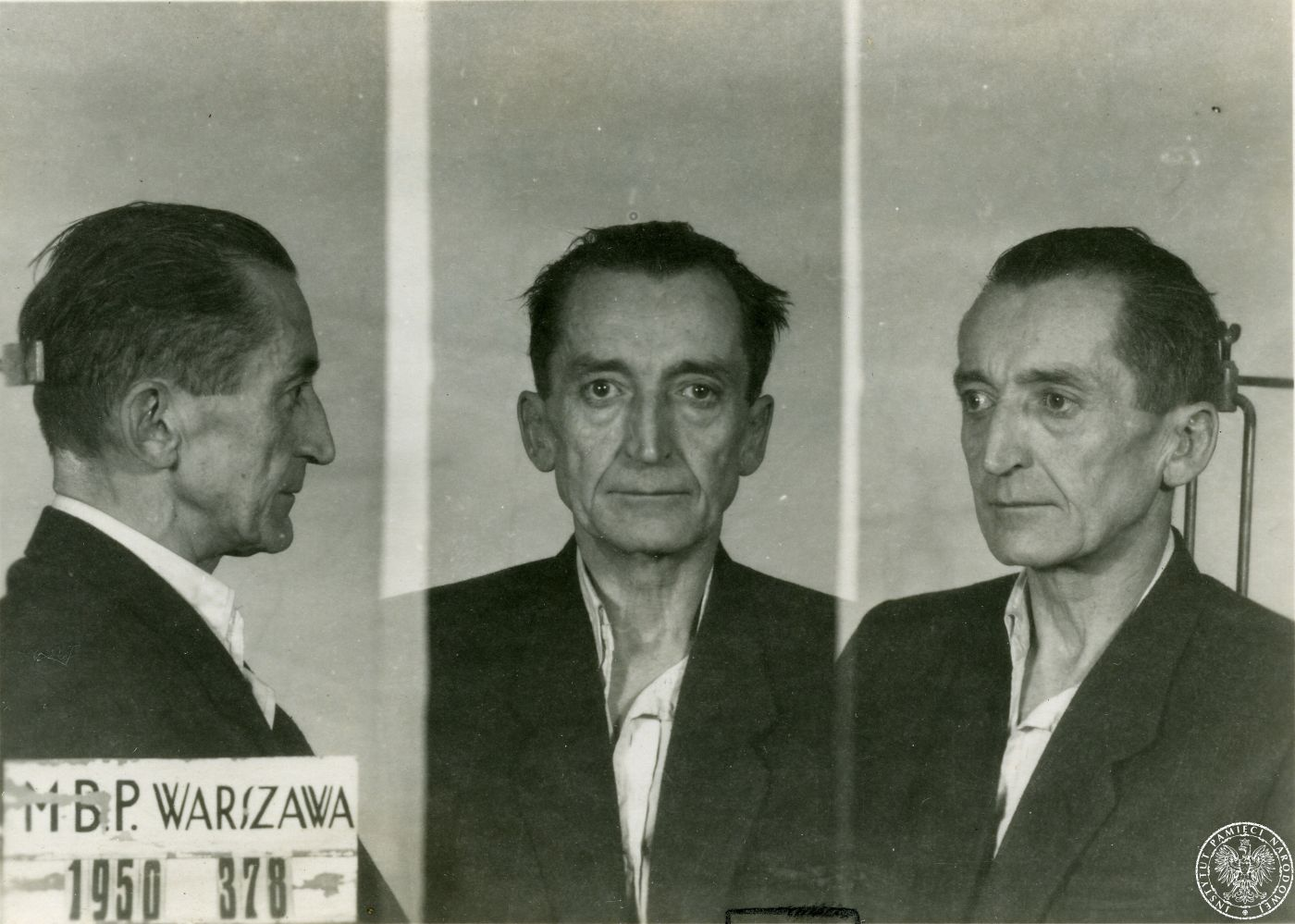
Emil Fieldorf po aresztowaniu 1950

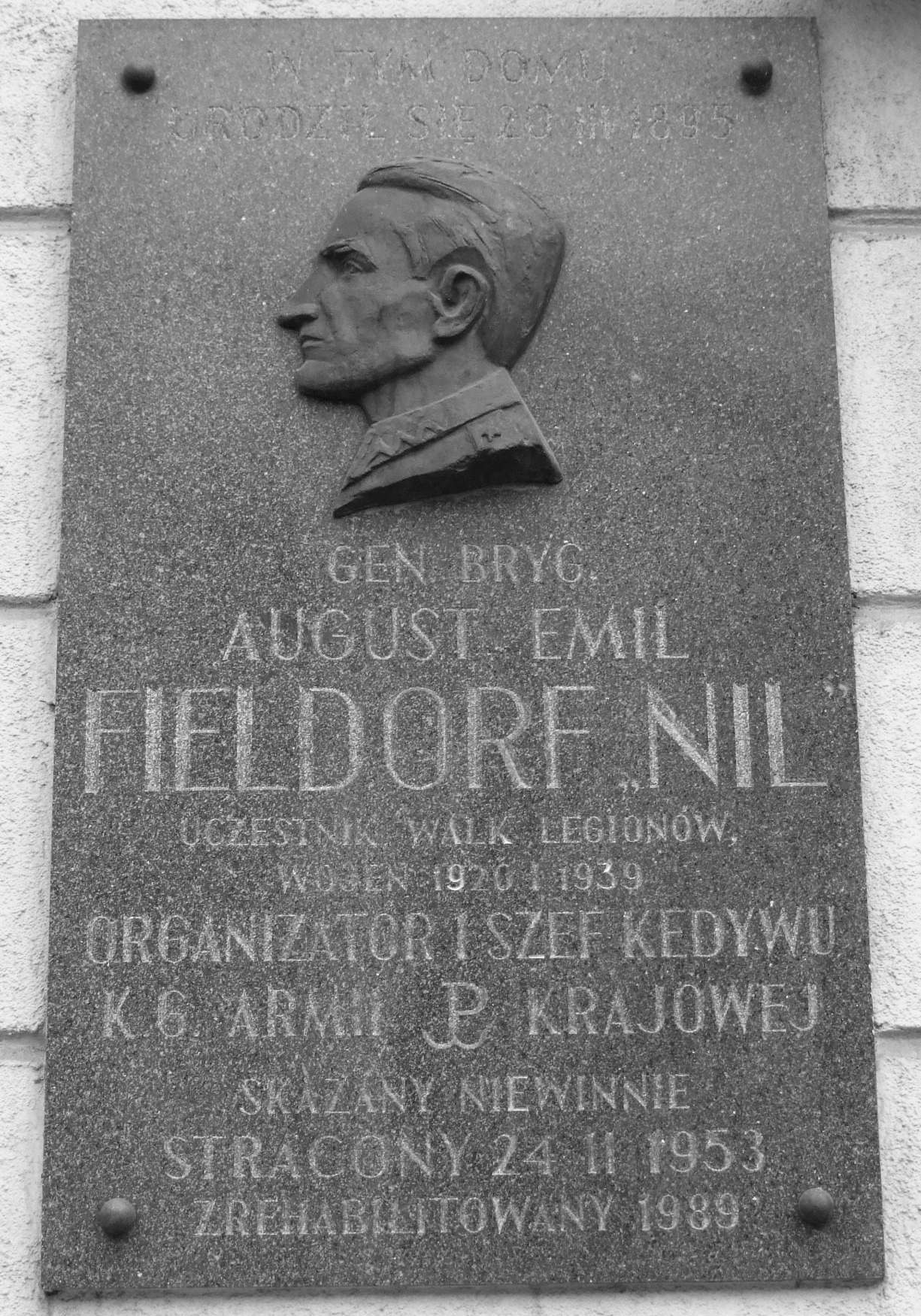
Pamiątkowa tablica na domu w Krakowie przy ul. Lubicz 32, w którym urodził się Emil Fieldorf

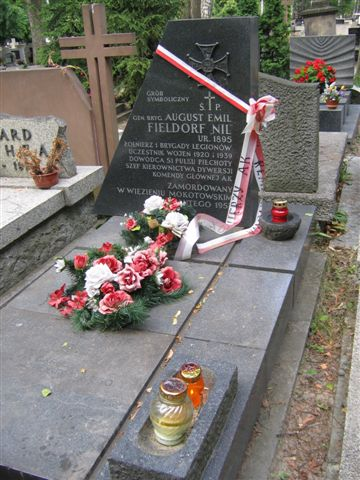
Symboliczny nagrobek Augusta Emila Fieldorfa

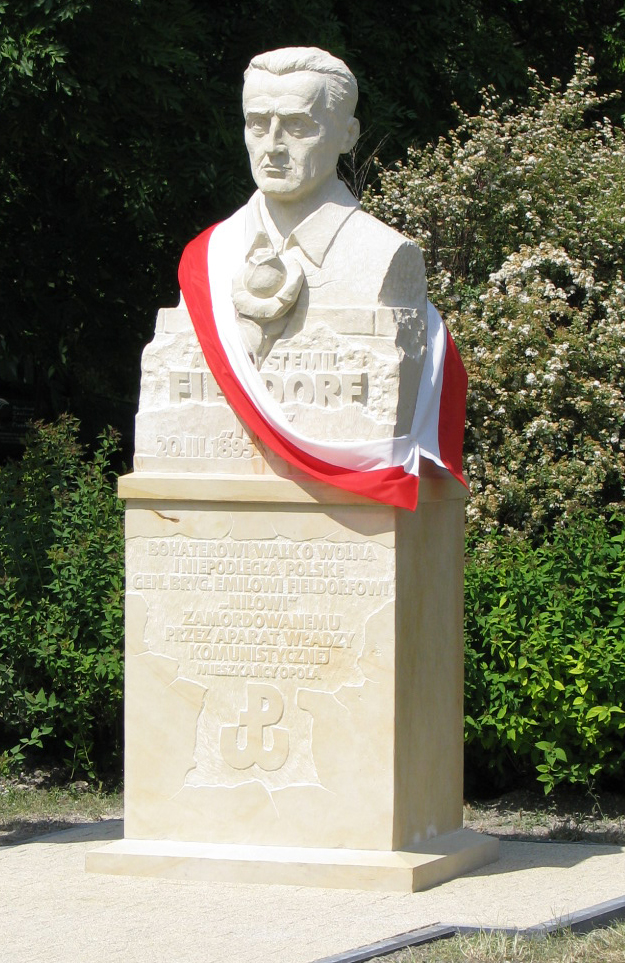
Pomnik Augusta Emila Fieldorfa na osiedlu Armii Krajowej w Opolu

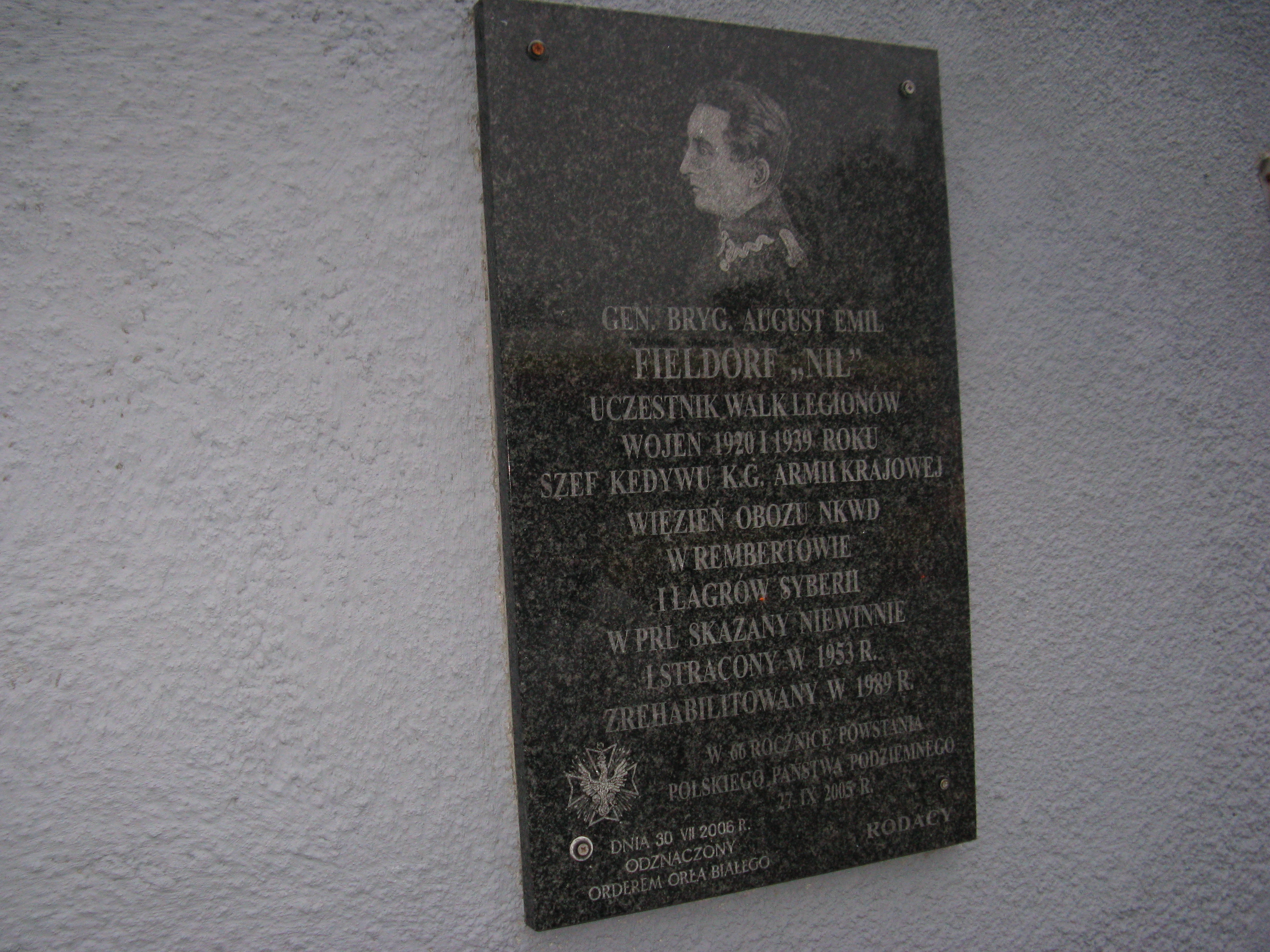
Tablica upamiętniająca generała Augusta Fieldorfa przy wejściu do Akademii Sztuki Wojennej

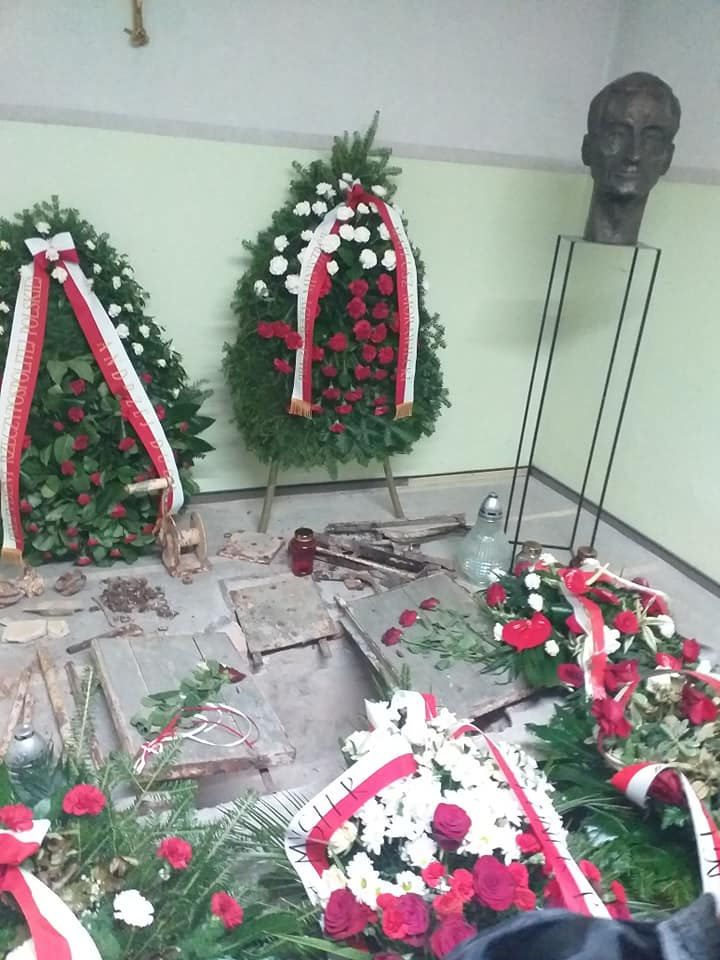
Zapadnia szubienicy w podziemiach aresztu – domniemane miejsce stracenia gen. Augusta Emila Fieldorfa Nila

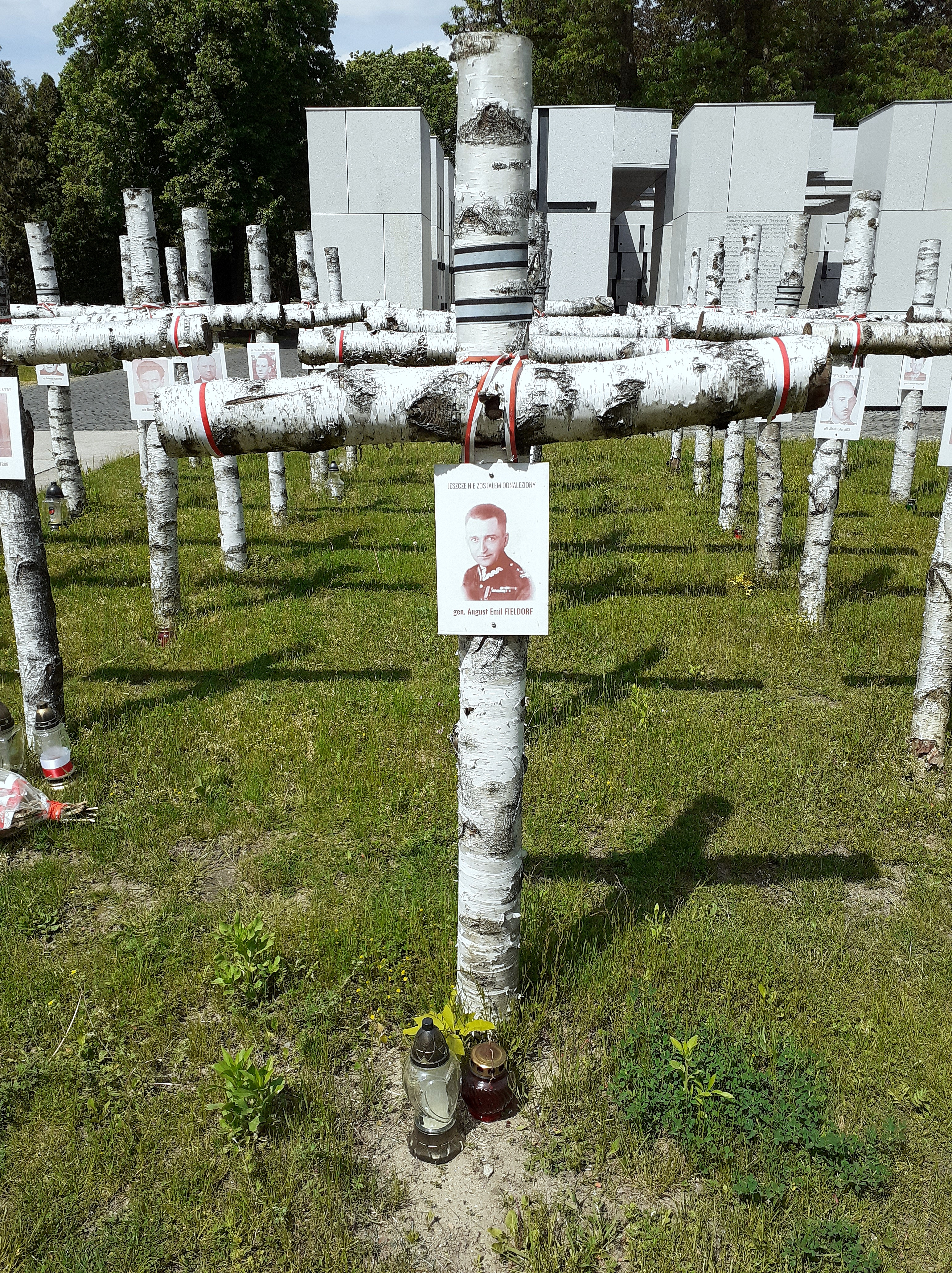
Symboliczny krzyż w kwaterze na Łączce

August Emil Fieldorf, ps. „Weller”, „Jordan”, „Nil” (ur. 20 marca 1895 w Krakowie, zm. 24 lutego 1953 w Warszawie) – polski dowódca wojskowy, generał brygady Polskich Sił Zbrojnych.
Żołnierz Legionów Polskich, podpułkownik piechoty Wojska Polskiego II RP, uczestnik bitew I wojny światowej, wojny polsko-bolszewickiej i kampanii wrześniowej w 1939, następnie organizator i dowódca Kedywu Armii Krajowej oraz zastępca Komendanta Głównego Armii Krajowej, w 1940 pierwszy emisariusz Rządu Rzeczypospolitej Polskiej na uchodźstwie i Naczelnego Wodza do kraju, następnie komendant organizacji "NIE". Oskarżony, skazany na karę śmierci i stracony przez władze komunistyczne Polski Ludowej, zrehabilitowany w 1989 roku. Kawaler Krzyża Złotego i Krzyża Srebrnego Orderu Virtuti Militari, pośmiertnie odznaczony Orderem Orła Białego.

## Życiorys
Urodził się 20 marca 1895 w Krakowie przy ul. Lubicz 24 (obecnie nr 32) . Był wnukiem pochodzących z Moraw Andrzeja (sierżant saperów armii austriackiej, pracownik kolejowy, 1823-1881) i Eleonory z domu Gazda (1827-1912) oraz synem Andrzeja Franciszka (1866-1954, ślusarz i także pracownik kolei) i Agnieszki z domu Szwanda (1872-1941) . 25 grudnia 1895 został ochrzczony w kościele św. Mikołaja (ksiądz nie zgodził się na pierwsze imię Emil, wobec czego wybrano August). Miał rodzeństwo Amalię (1872-1873), Emmę (1889-1923), Józefa (1891-1962), Jana (1893-1942, legionista, ofiara obozu Groß-Rosen). Z czasem rodzina Fieldorfów przeprowadziła się z ul. Lubicz 24 do domu przy ul. Bosackiej 12 (potem nr 26).
Uczył się w rodzinnym Krakowie. Początkowo ukończył naukę w 4-klasowej Szkole Wydziałowej im. św. Mikołaja. Następnie kształcił się w krakowskich gimnazjach: w C.K. II Gimnazjum św. Jacka w Krakowie, gdzie w roku szkolnym 1905/1906 był uczniem I klasy (w sprawozdaniu za ten rok nie został wymieniony), w C.K. V Gimnazjum (w 1907 ukończył tam II klasę) oraz w C.K. IV Gimnazjum. Potem kształcił się na prywatnych kursach gimnazjalnych, a ponadto dorywczo pracował. Później ukończył naukę w krakowskim Seminarium Nauczycielskim Męskim. W 1910 wstąpił do „Strzelca”, którego pełnoprawnym członkiem został w grudniu 1912 . Tam został absolwentem szkoły rekruckiej i kursu podoficerskiej .

### Służba wojskowa w latach 1914–1940
Po wybuchu I wojny światowej 6 sierpnia 1914 na krakowskich Oleandrach zgłosił się na ochotnika do Legionów Polskich i wyruszył na front rosyjski. Początkowo służył w 1 kompanii IV batalionu pełniąc funkcję dowódcy sekcji . 10 października 1914 awansowany na sierżanta i był dowódcą plutonu. 7 listopada 1914 skierowany do III batalionu, po sformowaniu I Brygady włączonego do 1 pułku piechoty. Tam dowodził 2 kompanią w III batalionie . Od 24 marca do 6 listopada 1915 dowodził 3 kompanią km w 1 p.p. . Walczył regularnie w kompanii karabinów maszynowych, zarówno w 1 p.p., jak też w 7 pułku piechoty (od 8 lutego do 3 października 1916) i w 5 pułku piechoty (od 3 października 1916 do 21 sierpnia 1917) . Jesienią 1916 został awansowany stopień starszego sierżanta . Ukończył kształcenie w niższej szkole oficerskiej 5 p.p. w Komorowie .
Po kryzysie przysięgowym skierowany do Przemyśla, wcielony do C.K. Armii i 21 września 1917 przeniesiony na front włoski i na obszarze Tyrolu Południowego służył w szeregach 2 kompanii karabinów maszynowych przy II Brygadzie Strzelców Cesarskich do września 1918 . Następnie, po otrzymaniu urlopu postanowił już nie wracać do służby w C.K. Armii i zgłosił się do Polskiej Organizacji Wojskowej w Krakowie . We wrześniu 1918 otrzymał przydział do oddziału lotnego pod dowództwem ppor. Eugeniusza Wyrwińskiego. W rodzinnym mieście u kresu wojny 31 października 1918 uczestniczył w rozbrajaniu Austriaków, po czym 1 listopada zgłosił się do odtwarzanego wcześniej 5 p.p. w formowanym Wojsku Polskim, otrzymując mianowanie na chorążego . Rozkazem Naczelnego Dowództwa na Galicję Wschodnią z 24 grudnia 1918 został mianowany na stopień oficerski podporucznika (zatwierdzono dekretem Naczelnego Wodza Wojsk Polskich z 18 marca 1919 ze starszeństwem z 1 marca 1919) . Od tego miesiąca do końca lutego 1919 był instruktorem w szkole karabinów maszynowych 5 p.p.. Z racji swej służby w legionowym 1 p.p. w lutym 1919 został skierowany do odtworzonego 1 pułku piechoty Legionów, gdzie od 12 marca był dowódcą 1 kompanii karabinów maszynowych w składzie I batalionu . W latach 1919–1920 uczestniczył w kampanii wileńskiej, w tym w walkach o Wilno w kwietniu 1919, w walkach o Staworowo 13 września 1919 i Dyneburg 23 września tego roku . Po wybuchu wojny polsko-bolszewickiej w randze dowódcy kompanii od stycznia 1920 brał udział w kampanii łotewskiej, w walkach o wyzwolenie Żytomierza, znowu pod Dyneburgiem (w połowie lutego 1920 służył tam w garnizonie), potem od lipca 1920 w wyprawie kijowskiej i w bitwie pod Żytomierzem, w sierpniu 1920 w szeregach Grupy Uderzeniowej w Bitwie Warszawskiej, później w bitwie białostockiej (22 sierpnia 1920) .
Od 18 października 1919 był żonaty z poznaną w Wilnie Janiną Kobylińską (zm. 13 lipca 1979), z którą miał dwie córki: Krystynę (ur. 25 lipca 1922, zm. 15 października 1979) i Marię (ur. 20 marca 1925, po mężu Czarska, zm. 21 listopada 2010). Tuż po ślubie złożył wniosek o przyjęcie do grona oficerów zawodowych. W maju 1920 ukończył ostatni rok nauki w seminarium nauczycielskim. 30 sierpnia 1920 został awansowany na stopień porucznika ze starszeństwem z dniem 2 maja 1920 . 5 grudnia 1921 otrzymał awans na stopień kapitana piechoty ze starszeństwem z dniem 1 lipca 1923. W sierpniu 1922 został skierowany na przeszkolenie do Szkoły Podchorążych Piechoty w Warszawie, a 28 marca 1923 mianowany dowódcą kursu oficerów rezerwy przy dowództwie 1 Dywizji Piechoty Legionów w Wilnie
W latach 20. i 30. pozostawał w służbie czynnej służąc w 1 pułku piechoty Legionów w Wilnie. Od 24 kwietnia 1923 dowodził 5 kompanią, od 9 maja 1923 był zastępczo dowódcą II batalionu, od 26 sierpnia 1924 II oficerem sztabu w 1 DP, od 11 października 1924 dowodził 1 kompanią w 1 p.p. Leg., od 13 czerwca 1925 II batalionem tamże, a od 5 listopada 1925 kierował 4 kompanią. Podczas przewrotu majowego w 1926 wraz z żołnierzami 1 p.p. stanął po stronie Marszałka, a w trakcie walk w stolicy odniósł ranę ramienia. Potem w macierzystym pułku zastępczo dowodził I batalionem od 30 sierpnia 1926, a od 15 listopada był oficerem Przysposobienia Wojskowego (potwierdzenie przeniesienia tam 23 maja 1927). Na początku 1927 został II wiceprezesem zarządu związkowym Związku Piłki Nożnej w Wilnie. Od 1 czerwca do 7 września 1927 odbył kurs unifikacyjno-doskonalący w Rembertowie, a zimą 1927/1928 także kurs wyszkolenia narciarskiego.
Na stopień majora piechoty awansował ze starszeństwem z dniem 1 stycznia 1928. W 1928 był komendantem obwodowym przysposobienia wojskowego przy 1 p.p. Leg.. Od 31 stycznia 1929 był rejonowym komendantem PW przy 1 DPL. Stamtąd został skierowany do Dowództwa Okręgu Korpusu Nr III w Wilnie, gdzie w Okręgowym Urzędzie Wychowania Fizycznego i Przysposobienia Wojskowego został inspektorem wyszkolenia wf i pw. 29 kwietnia 1930 został przeniesiony z DOK III do 1 p.p. Leg na stanowisko kwatermistrza. Z dniem 20 kwietnia 1931 został zwolniony z zajmowanego stanowiska z równoczesnym oddaniem do dyspozycji dyrektora Państwowego Urzędu Wychowania Fizycznego i Przysposobienia Wojskowego w Warszawie. Pozostając w dyspozycji dyrektora PUWFiPW objął obowiązki komendanta Zachodniego Okręgu Związku Strzeleckiego we Francji (organizacja tamże była przewidziana do różnorakich działań w przypadku wojny z Niemcami). Pierwszorzędnie sprawował stanowisko zastępcy kierownika Instruktoratu Wychowania Fizycznego przy Ambasadzie RP w Paryżu, majora Włodzimierza Zielińskiego. Był autorem publikacji pt. Związek Strzelecki we Francji (wyd. fr. Union Polonaise de Tir en France). Został awansowany na stopień podpułkownika piechoty ze starszeństwem z dniem 1 stycznia 1932. We Francji w 1932 otrzymał tytuł honorowego filistra Korporacji Polskiej Młodzieży Akademickiej „Filarecja”.
W marcu 1932 ponownie został przeniesiony do 1 p.p. Leg. na stanowisko zastępcy dowódcy pułku. Od 16 stycznia do 15 kwietnia 1934 był p.o. dowódcy pułku (na stanowisku formalnie pozostawał wtedy płk dypl. Zygmunt Wenda). W czerwcu 1934 odbył kurs informacyjny broni pancernej w Centrum Wyszkolenia Czołgów i Samochodów Pancernych w Modlinie. W okresie służby w Wilnie zasiadał w sądzie koleżeńskim zarządu Koła Żołnierzy 1 p.p. Leg. oraz działał w Związku Oficerów Rezerwy. Pomimo propozycji objęcia stanowiska dowódcy Brygady KOP „Podole”, pragnąc pozostać bliżej Wilna przyjął posadę na niższym szczeblu. Formalnie 17 października 1935 został przeniesiony do Korpusu Ochrony Pogranicza na stanowisko dowódcy batalionu KOP „Troki”, które objął w listopadzie tego roku. W kwietniu 1937 został zastępcą dowódcy pułku KOP „Wilno”, a posadę sprawował od 1 listopada 1937. 28 stycznia 1938 został mianowany dowódcą 51 pułku Strzelców Kresowych w Brzeżanach. Tę funkcję piastował już do końca okresu pokoju tj. do lata 1939. Podobnie jak w Wilnie, także w Brzeżanach udzielał się w życiu społecznym, zasiadał w zarządzie okręgowym Ligi Morskiej i Kolonialnej, Powiatowym Komitecie Pożyczki Ochrony Przeciwlotniczej, Honorowym Komitecie „Dnia Katolickiego”.
W 1931 ogłoszono sprostowanie imienia z „Emil” na „August Emil”. Pomimo dwojga imion w życiu codziennym używał najczęściej drugiego Emil. W przedwojennym życiu prywatnym interesował się sportem, uprawiał jazdę konną, siatkówkę, wędkarstwo.
Po wybuchu II wojny światowej na czele 51 p.p. walczył w okresie kampanii wrześniowej 1939. Po rozbiciu pułku w nocy z 8 na 9 września w bitwie pod Iłżą, zorganizował odprawę dla swoich żołnierzy i pożegnał się z nimi. Początkowo usiłował przedostać się na wschód w stronę Złoczowa do Ośrodka Zapasowego rozbitej 12 DP , ale wobec agresji ZSRR na Polskę z 17 września 1939 zawrócił i w cywilnym ubraniu dotarł do rodzinnego Krakowa. Stamtąd miał zamiar udać się do Francji, jednak po przekroczeniu granicy polsko-słowackiej (21 października 1939) został zatrzymany na granicy słowacko-węgierskiej koło Rożniawy 25/26 października , po czym był internowany w obozie w Pelsőc. W kilka tygodni później zbiegł z obozu internowania i przez Węgry przedostał się na zachód, gdzie zgłosił się do tworzącej się polskiej armii w stacji zbornej oficerów w Paryżu (9 lutego 1940), potem w Bessières .
We Francji ukończył kursy sztabowe i zarządzeniem Wodza Naczelnego z dniem 3 maja 1940 został awansowany na stopień pułkownika piechoty w szeregach Wojska Polskiego we Francji. Otrzymał przydział do Wojskowego Biura dla Spraw Kraju w związku z planem skierowania go do okupowanej Polski (otrzymał fałszywą tożsamość „Sylwester Maj”). Tenże zamysł uniemożliwiła klęska Francji i konieczność ewakuacji do Anglii w czerwcu 1940, gdzie trafił także Fieldorf. Niebawem został wyznaczony przez władze polskie pierwszym emisariuszem Rządu i Naczelnego Wodza do kraju. Od tego czasu używał fałszywych dokumentów na nazwisko „Emil Wielowiejski”. Po odprawie 17 lipca 1940 wyruszył w podróż z Londynu: którą najpierw odbył statkiem z Liverpoolu do Cape Town w Południowej Afryce, następnie drogą lotniczą na północ (od przelotu nad rzeką Nil wziął się jego późniejszy pseudonim) do Kairu (11 sierpnia 1940), potem do Adany w Turcji przez Stambuł, Grecję, Belgrad do Budapesztu pod koniec sierpnia 1940. Stamtąd trasą sztafetową przez Tatry i Podhale przedostał się na obszar Generalnego Gubernatorstwa, po czym dotarł do Warszawy około 9 września 1940.

### Działalność konspiracyjna 1940–1945
W okupowanej przez Niemców Polsce początkowo działał w warszawskim Związku Walki Zbrojnej, pełniąc funkcje oficera do zadań specjalnych komendanta głównego, od października 1940 działał w Biurze Inspekcji KG ZWZ, sprawując stanowisko inspektora Obszaru Krakowsko-Śląskiego (w tym czasie używał fałszywej tożsamości „Walenty Gdanicki”, syn Wawrzyńca, ur. 3 stycznia 1894 w Warszawie jako zamieszkały w Komorowie, gmina Helenów, z zawodu kolejarz) . Był zaangażowany w działania związane z przygotowaniem powrotu na ziemie polskie Marszałka Edwarda Śmigłego-Rydza w październiku 1941 . W listopadzie 1941 został oddelegowany do Okręgu Wileńskiego i dzięki temu mógł spotkać się z najbliższą rodziną . Po przekształceniu ZWZ w Armię Krajową w okresie od lutego do sierpnia 1942 pełnił funkcję komendanta Obszaru II Białystok AK, posługując się w tym czasie pseudonimami „Weller” i „Jordan”. W listopadzie 1942 został mianowany dowódcą Kierownictwa Dywersji (Kedywu) Komendy Głównej Armii Krajowej (organizował struktury od sierpnia tego roku) . Od końca 1942 mieszkał przy ul. Kazimierzowskiej 81 m. 1 w Warszawie. Służbę na stanowisku szefa Kedywu pełnił formalnie od 11 stycznia 1943 do marca 1944 używając pseudonimu „Nil”. Wydał wiele rozkazów likwidacji przedstawicieli niemieckiej administracji w okupowanej Polsce, w tym generała SS Franza Kutschery, zastrzelonego podczas Akcji Kutschera w Warszawie, a także innych funkcjonariuszy okupacyjnych: Schultza, Langego, Bürckla, Frühwirtha, Weffelsa, Lechnera, Brauna . Jednocześnie brał udział w działalności Kierownictwa Walki Konspiracyjnej oraz od 15 lipca 1943 Kierownictwa Walki Podziemnej .
Już jesienią 1943 otrzymał od gen. Tadeusza Komorowskiego ps. „Bór” zadanie stworzenia i kierowania głęboko zakonspirowaną organizacją „Niepodległość” o kryptonimie „NIE”, kadrowym odłamem AK przygotowywanym do działań w warunkach możliwej okupacji sowieckiej . Stanowisko objął po ustąpienia z funkcji szefa Kedywu, aby móc poświęcić się wyłącznie temu zadaniu. Wyznaczony do nowych zadań pozostawał w konspiracji i nie uczestniczył w powstaniu warszawskim latem 1944 (w dodatku też w sierpniu tego roku był poważnie chory na czerwonkę), Rozkazem Naczelnego Wodza Kazimierza Sosnkowskiego z 28 września 1944 został awansowany na stopień generała brygady. Pozostając komendantem „NIE” w październiku 1944 odmówił objęcia funkcji szefa sztabu KG AK, zaś pod koniec listopada tego roku został zastępcą dowódcy AK, gen. Leopolda Okulickiego ps. „Niedźwiadek”, pozostając w tej funkcji do 19 stycznia 1945.

### Represje i proces 1945–1953
Na skutek przypadku (podejrzenie o spekulację) 7 marca 1945 został aresztowany przez NKWD w Milanówku pod fałszywym nazwiskiem „Walenty Gdanicki” i nierozpoznany został odesłany z siedziby NKWD we Włochach do obozu w Rembertowie, a stamtąd 26 marca 1945 wywieziony w głąb ZSRR do obozu pracy na Uralu . Przebywał na obszarze obwodu swierdłowskiego w łagrach: Stara Bieriezówka w rejonie Wierchoturje, potem też w miejscowościach Stupino, Nowa Bieriezówka i Hudiakowo . Podczas odbywania kary nie został rozpoznany . Na początku października 1947 skierowany do Możgi koło Kazania. Zapadłszy na chorobę w tym samym miesiącu został zwolniony i 26 października 1947 powrócił do Polski, gdzie pozostając pod fałszywym nazwiskiem trafił do Białej Podlaskiej, dalej do Warszawy, do rodzinnego Krakowa, a w końcu osiadł w Łodzi, gdzie przebywała jego żona z córkami, zamieszkując przy ul. Zawadzkiej  (dzisiejsza ul. Adama Próchnika 39) . Po powrocie do ojczyzny nie ujawnił się i z nadszarpniętym zdrowiem nie był w stanie podjąć pracy .
W odpowiedzi na obietnicę amnestii 4 lutego 1948 zgłosił się do Rejonowej Komendy Uzupełnień w Łodzi i ujawnił się, podając prawdziwe imię i nazwisko, stopień generała brygady i przebieg działalności okupacyjnej (mimo tego na ewidencję RKU został wciągnięty jako „Walenty Gdanicki”). 23 czerwca tego roku zwrócił się na piśmie do ministra obrony narodowej z prośbą o uregulowanie stosunku do służby wojskowej, podpisując pismo podpisał prawdziwym imieniem i nazwiskiem mając na celu uzyskanie emerytury. W tym czasie był objęty stałą inwigilacją ze strony służb bezpieczeństwa władz komunistycznych. W październiku 1950 spotkał się z gen. Gustawem Paszkiewiczem, wówczas dyrektorem Biura Wojskowego Ministerstwa Leśnictwa, a przed wojną i w czasie kampanii wrześniowej, dowódcą 12 DP. Od byłego przełożonego uzyskał pisemne potwierdzenie przebiegu służby wojskowej w czasie wojny. Z tym dokumentem stawił się w Rejonowej Komendzie Uzupełnień w Łodzi. Po wyjściu z siedziby RKU 9 listopada 1950 został aresztowany przez funkcjonariuszy Ministerstwa Bezpieczeństwa Publicznego (tzw. UB), przewieziony do Warszawy i osadzony w areszcie śledczym przy ul. Koszykowej. 13 grudnia 1950 został przewieziony do więzienia mokotowskiego przy ul. Rakowieckiej 37. Pomimo tortur Fieldorf odmówił współpracy z MBP. Prowadzone przeciw niemu śledztwo zamknięto w MBP 31 lipca 1951. 22 października 1951 Prokuratura Generalna PRL dokonała zatwierdzenia aktu oskarżenia. W jego treści zarzucono gen. „Nilowi” m.in. wydawanie rozkazów zwalczania partyzantki radzieckiej i „lewicowych podziemnych grup niepodległościowych” oraz „obywateli narodowości żydowskiej na terenie woj. białostockiego, nowogródzkiego i lubelskiego”.
W próbie ratowania generała uczestniczyła dwukrotnie – na prośbę jego żony, raz po zatrzymaniu, drugi po wyroku – siostra Feliksa Dzierżyńskiego – Aldona (1870–1966; I voto Bułhak, II voto Kojałłowicz) zamieszkała podówczas w Łodzi, ponieważ drugim mężem córki Fieldorfów – Krystyny, był jej siostrzeniec – Emil Ney (osiadły w Australii). Po sfingowanym procesie, w którym przedstawiono wymuszone w śledztwie przez UB zeznania podwładnych gen. Fieldorfa – mjr. Tadeusza Grzmielewskiego „Igora” i płk. Władysława Liniarskiego „Mścisława”, których torturowano, generał Fieldorf został 16 kwietnia 1952 skazany w Sądzie Wojewódzkim dla m.st. Warszawy przez sędzię Marię Gurowską na karę śmierci przez powieszenie . 20 października 1952 Sąd Najwyższy na posiedzeniu odbywającym się w trybie tajnym, pod nieobecność oskarżonego i jedynie na podstawie nadesłanych dokumentów, w składzie sędziowskim: Emil Merz, Gustaw Auscaler i Igor Andrejew przy udziale wiceprokuratora Generalnej Prokuratury PRL Pauliny Kern, zatwierdził wyrok. Rodzina Fieldorfa wniosła prośbę o ułaskawienie, ale prezydent Bolesław Bierut nie skorzystał z prawa łaski. Opinię w tej sprawie wydał Sąd Wojewódzki dla m. st. Warszawy na posiedzeniu 8 grudnia 1952 (skład: sędzia Maria Gurowska oraz ławnicy Michał Szymański i Bolesław Malinowski), podając, że generał nie zasługuje na prawo łaski. 12 grudnia 1952 zdanie SW podzielił Sąd Najwyższy. Osobną prośbę o ułaskawienie skierował do Rady Państwa adwokat Fieldorfa, Mieczysław Maślanko. W decyzji z 3 lutego 1953 Rady Państwa nie skorzystano z prawa łaski. Sam generał podczas widzenia z żoną 3 lutego 1953 stanowczo zabronił składania wniosków o ułaskawienie. Zgodnie z jego przekonaniem został skazany na karę śmierci za odmowę podjęcia współpracy z komunistycznymi służbami.
W relacjach współwięźniów Fieldorf został zapamiętany w pozytywnym świetle, odnosił się jednakowo otwarcie wobec osadzonych różnego pochodzenia, w tym innych narodowości (np. Niemców czy Żydów). Wicedyrektor Departamentu III Generalnej Prokuratury Alicja Graff zwróciła się do naczelnika więzienia o „wydanie niezbędnych zarządzeń do wykonania egzekucji”. Wyrok śmierci przez powieszenie wykonano 24 lutego 1953 o godz. 15.00 w więzieniu Warszawa-Mokotów przy ul. Rakowieckiej . Świadek egzekucji, prokurator Witold Gatner, moment ten opisał następująco: „Byłem zdenerwowany, napięty. Czułem, że trzęsą mi się nogi. Skazany patrzył mi cały czas w oczy. Stał wyprostowany. Nikt go nie podtrzymywał. Po odczytaniu dokumentów zapytałem skazanego, czy ma jakieś życzenie. Na to odpowiedział: «Proszę powiadomić rodzinę». Oświadczyłem, że rodzina będzie powiadomiona. Zapytałem ponownie, czy jeszcze ma jakieś życzenia. Odpowiedział, że nie. Wówczas powiedziałem: «Zarządzam wykonanie wyroku». Kat i jeden ze strażników zbliżyli się (...). Postawę skazanego określiłbym jako godną. Sprawiał wrażenie bardzo twardego człowieka. Można było wprost podziwiać opanowanie w obliczu tak dramatycznego wydarzenia”.
4 maja 1957 wszczęto postępowanie rehabilitacyjne dotyczące uchylenia wyroków skazujących Fieldorfa, po czym 4 lipca 1958 Prokuratura Generalna wydała postanowienie o umorzeniu śledztwa wobec stwierdzenia braku dowodów winy. Kilkadziesiąt lat potem, decyzją prokuratora generalnego PRL Józefa Żyty z 7 marca 1989 gen. Fieldorf został zrehabilitowany, zmieniono postanowienie, „zarzucanej mu zbrodni nie popełnił”.
Miejsce pochówku ciała generała Fieldorfa przez wiele lat pozostawało nieznane. Jego symboliczny grób na Cmentarzu Wojskowym na Powązkach w Warszawie (aleja A, kwatera 14, rząd IV) ustanowiły żona i córki generała, przeznaczając na to środki otrzymane z odszkodowania przyznanego ze Skarbu Państwa. Nowy nagrobek został ufundowany w 1972 przez gen. Wojciecha Jaruzelskiego (w treści inskrypcji podano, iż Fieldorf „zmarł śmiercią tragiczną”). Pomnik nagrobny odnowiono i w 1994 staraniem Marii Fieldorf-Czarskiej wspomnianą inskrypcję dotyczącą okoliczności śmierci generała zastąpiono słowami „zamordowany w więzieniu mokotowskim”. W monografii Augusta Emila Fieldorfa wydanej przez Instytut Pamięci Narodowej podano, że spoczywa w Kwaterze na Łączce.

## Śledztwo w sprawie mordu sądowego
Śledztwo w sprawie mordu sądowego na gen. Fieldorfie zostało wszczęte w 1992 przez poprzednika IPN – Główną Komisję Badania Zbrodni przeciwko Narodowi Polskiemu. Objęło ono wszystkie osoby, które w latach 1950–1952 zaangażowane były w sprawę gen. „Nila”. Byli to:
- prokuratorzy Naczelnej Prokuratury Wojskowej – Helena Wolińska
- prokuratorzy Prokuratury Generalnej – Beniamin Wejsblech i Paulina Kern
- sędzia Sądu Wojewódzkiego Maria Gurowska i dwóch ławników – Bronisław Malinowski i Mieczysław Szymański
- sędziowie orzekający w Sądzie Najwyższym – Emil Merz, Gustaw Auscaler i Igor Andrejew

W trakcie śledztwa okazało się, że podejrzani albo już nie żyją, albo zmarli w trakcie postępowania. Akt oskarżenia udało się sformułować jedynie wobec Wolińskiej i Gurowskiej.
Starania córki generała o wymierzenie sprawiedliwości w stosunku do żyjących winnych zbrodni ukazuje film pt. W sprawie generała Fieldorfa.

## Upamiętnienie
Przez lata starania mające na cele przywrócenie pamięci gen. Fieldorfa czyniła jego bratanica Maria wraz z mężem Leszkiem Zachutą.
- W lutym 1972 wdowa po generale „Nilu” zadzwoniła do Gabinetu MON, prosząc o wskazanie jej miejsca pochówku męża[94]. Nie udało się go ustalić, jednak za zgodą ministra obrony narodowej[82] generała broni Wojciecha Jaruzelskiego na symbolicznym grobie generała Fieldorfa postawiono pomnik. Klepsydra symbolizująca grób znajduje się także w Kwaterze na Łączce Cmentarza Wojskowego.
- W latach 1985–1988 poczta podziemna ruchu antykomunistycznego w Polsce wydawała znaczki pocztowe upamiętniające gen. Fieldorfa[113]. 21 października 1999 Poczta Polska wydała kopertę upamiętniającą generała „Nila”[114].
- W rozkazie nr 2 Komendanta Hufca ZHP w Lubinie z 1 lutego 1989 nadano imię gen. bryg. A.E. Fieldorfa ps. „Nil” Młodzieżowemu Kręgowi Instruktorskiemu „Siódemka” z Lubina (był to historycznie pierwszy w Polsce akt przyjęcia patronatu generała)[115].
- 29 czerwca 1989 aleja Bolesława Bieruta została przemianowana na ulicę gen. Augusta Emila Fieldorfa „Nila” w Warszawie[96]. Ponadto ulice jego imienia ustanowiono w wielu polskich miastach, m.in. w Częstochowie, Krakowie, Nowym Sączu, Opolu, Szczecinie[96]. W Bielsku-Białej powstało Rondo gen. Augusta Emila Fieldorfa „Nila”[116][96].
- W 1992 powstał biograficzny film dokumentalny pt. On wierzył w Polskę... w reżyserii Aliny Czerniakowskiej.
- Na stulecie urodzin Fieldorfa w 1995 wydano medalion wykonany z brązu (wykonawca Andrzej Kołaczyński)[117]. Inny medal z wizerunkiem generała wykonał Tadeusz Tchórzewski[117].
- Popiersie „Nila” wykonał prof. Stanisław Wiśniewski[117]
- 7 kwietnia 1998 Narodowy Bank Polski wprowadził do obiegu monetę kolekcjonerską pamięci gen. Emila Fieldorfa (projektantki: Roussanka Nowakowska i Ewa Tyc-Karpińska)[114].
- W 2000 powstało w Krakowie Muzeum Armii Krajowej im. gen. Emila Fieldorfa „Nila”[118][119].
- W 2004 Zespół Szkół Mechanicznych nr 4 w Krakowie otrzymał imię gen. Augusta Emila Fieldorfa „Nila”[119].
- Generał Fieldorf został także patronem Koła nr 14 Światowego Związku Żołnierzy Armii Krajowej – Okręgu Warszawa, Integracyjnej Społecznej Szkoły Podstawowej nr 18 w Milanówku (zob. Willa „Bożenka” w Milanówku), Szkoły Podstawowej w Bobrowicach[119]. 7 czerwca 2013 w Szkole Podstawowej w Rakowcu odbyła się uroczystość nadania szkole imienia Generała Augusta Emila Fieldorfa ps. „Nil”.
- 1 października 2005 otwarto Rondo Augusta Emila Fieldorfa-Nila w Warszawie, gdzie ustanowiono pomnik, a na fasadzie budynku Akademii Obrony Narodowej umieszczono tablicę pamiątkową[120].
- 27 lipca 2006, przy okazji obchodów 62. rocznicy wybuchu powstania warszawskiego, prezydent RP Lech Kaczyński odznaczył go pośmiertnie Orderem Orła Białego[121]. Uroczystość wręczenia orderu rodzinie odbyła się 30 lipca 2006[122].
- 29 lutego 2008 Sejm VI kadencji na swoim 9. posiedzeniu uczcił pamięć generała Augusta Emila Fieldorfa[123]
- 11 listopada 2007 został odsłonięty pomnik-popiersie gen. Fieldorfa w Parku im. Henryka Jordana w Krakowie[119].
- 17 kwietnia 2009 odbyła się premiera filmu biograficznego Generał Nil w reżyserii Ryszarda Bugajskiego[124]. W rolę Fieldorfa wcielił się Olgierd Łukaszewicz[125][124]. Córka generała, Maria Fieldorf-Czarska zgłaszała zastrzeżenia dotyczące informacji zawartych w scenariuszu filmu[126].
- W kwietniu 2009 na dziedzińcu przy Domu Słowa w Toruniu odsłonięto popiersie generała „Nila”[124].
- 25 czerwca 2009 minister obrony narodowej nadał Jednostce Wsparcia Dowodzenia i Zabezpieczenia Wojsk Specjalnych imię gen. Augusta Emila Fieldorfa „Nila” od 31 lipca 2009[127][128]. 4 września 2010 wręczono tej jednostce sztandar oraz odsłonięto pomnik-popiersie generała, zaprojektowane przez prof. Czesława Dźwigaja[129]. 18 marca 2011 zmieniono nazwę na Jednostka Wojskowa „Nil”[128]. W święto jednostki otwarto aleję im. gen. Fieldorfa[128].
- W 2012 powstał film reportażowy pt. Generał „Nil” i rotmistrz Pilecki - w poszukiwaniu bohaterów (scenariusz: Magdalena Belka, Łukasz Frątczak)[130].
- W 2012 raper Tadek opublikował utwór muzyczny pod tytułem „Generał Nil” stanowiący upamiętnienie osoby Augusta Emila Fieldorfa[131], wydany następnie na płycie Niewygodna prawda.
- W 2018 r. Narodowy Bank Polski wydał upamiętniającą Fieldorfa srebrną monetę kolekcjonerską o nominale 10 złotych należącą do serii „Wyklęci przez komunistów żołnierze niezłomni”[132].
- 8 maja 2018 Tomasz Zdzikot działając z upoważnienia Ministra Obrony Narodowej nadał 2 Regionalnej Bazie Logistycznej w Warszawie imię gen. Emila Augusta Fieldorfa ps. „Nil”[133].
- Czytelnia Oddziału IPN w Gdańsku otrzymała imię gen. Fieldorfa[119].

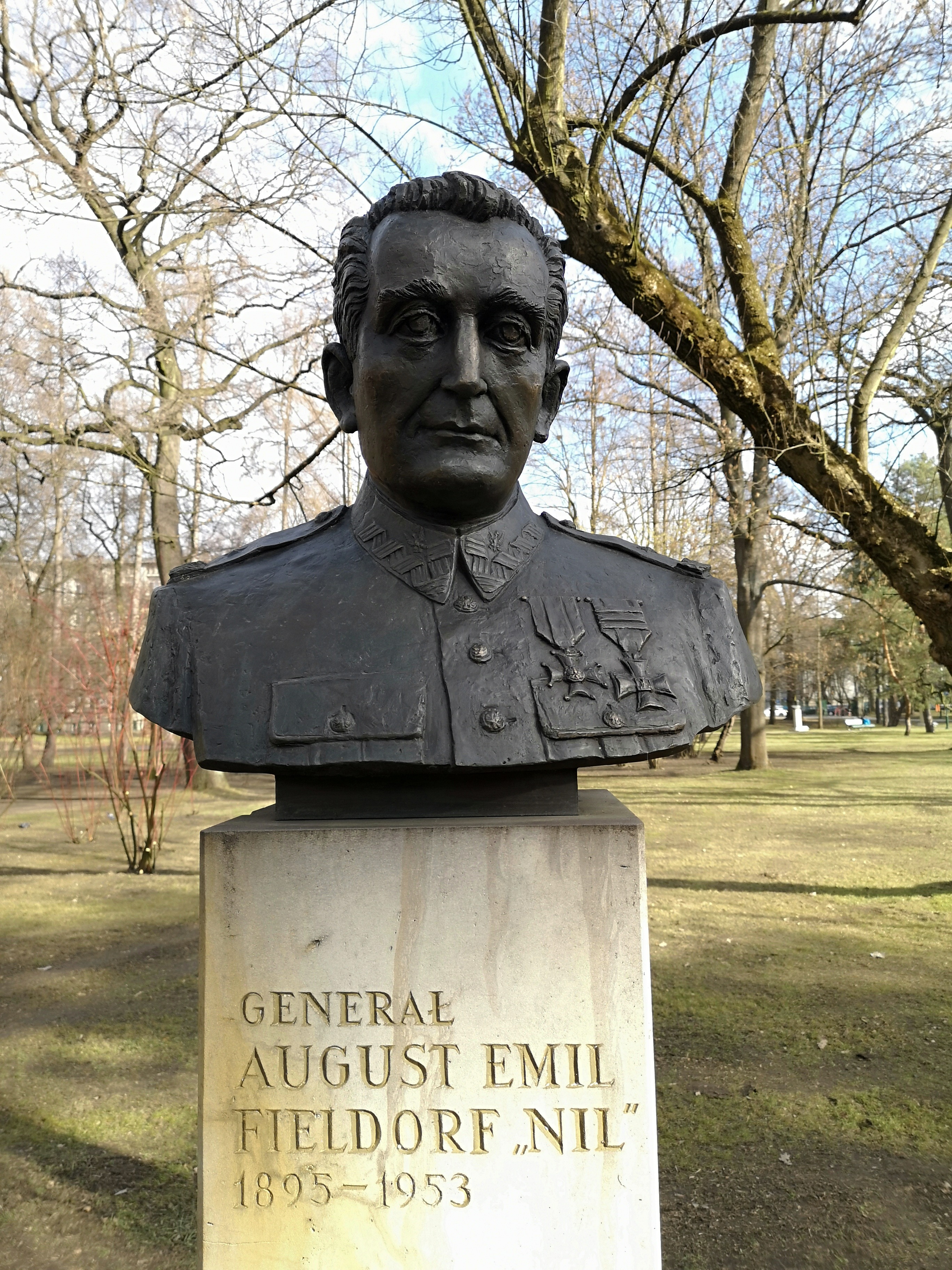
Popiersie gen. Augusta Emila Fieldorfa w parku Jordana w Krakowie (2020)

### Pomniki
- w Warszawie:
  - 26 września 2010 przy kościele parafii św. Ojca Pio na Gocławiu przy ul. Fieldorfa 1 odsłonięto pomnik generała (autor Jacek Kucaba)[134]
  - przed bramą Akademii Sztuki Wojennej
- na osiedlu Armii Krajowej w Opolu (autor Marian Lewczak), odsłonięty 24 maja 2011[128]
- w Krakowie, w parku im. Henryka Jordana w Krakowie (III.6, autor Wojciech Siek) – popiersie zrealizowane w ramach projektu „słynni Polacy XX w.”, odsłonięty 11 listopada 2007[135]
- w Sierpcu na skwerku naprzeciw dworca PKP, odsłonięty 10 maja 2012[136]
- w Olsztynie na skwerze im. Generała Fieldorfa Nila na Jarotach, odsłonięty 23 lutego 2014 (tymczasowy)[137]
- 1 marca 2023 w Głogowie odsłonięto pomnik poświęcony Augustowi Emilowi Fieldorfowi w ramach "Alei Pamięci", obok 15 innych pomników żołnierzy podziemia antykomunistycznego[138].

### Tablice pamiątkowe
- w kościele w Milanówku odsłonięto tablicę upamiętniającą Generała, odsłonięta 24 lutego 1978[96].
- w Panteonie Polski Walczącej według projektu Władysława Śniadeckiego z 1986[139]
- w Klasztorze Jasnogórskim w Częstochowie, odsłonięta w 1987
- na obelisku w Skarżysku-Bzinie, odsłonięta w 1987
- w Krakowskim Kościele Ojców Kapucynów, odsłonięta w 1988
- na domu, w którym urodził się generał w Krakowie przy ulicy Lubicz 32, odsłonięta 11 listopada 1989[140]
- na domu, w którym mieszkał tuż przed aresztowaniem: Łódź ul. A. Próchnika 39; odsłonięta 1 września 1989[141]
- na murze Opactwa Cystersów w Wąchocku, odsłonięta 17 czerwca 1990[114]
- w kościele Najświętszej Maryi Panny Królowej Różańca Świętego w Gdańsku-Przymorzu z 1994[142]
- w kościele św. Jacka w Warszawie z medalionem według projektu Grażyny Roman-Dobrowolskiej, odsłonięta 20 marca 2000[139]
- w Zespole Szkół Mechanicznych nr 4 w Krakowie zaprojektowana przez Macieja Zychowicza z 2004[143]
- na Kościele Garnizonowym w Gliwicach, odsłonięta w 2009
- w kościele Bł. Franciszki Siedliskiej w Olsztynie – Jarotach, odsłonięta 23 lutego 2014[144]
- w Szkole Podstawowej z Oddziałami Integracyjnymi nr 3 w Krakowie (ul.Topolowa 22), odsłonięta 15 czerwca 2018[145][146]Tablica pamięci generała „Nila”, ul. Topolowa 22 w Krakowie

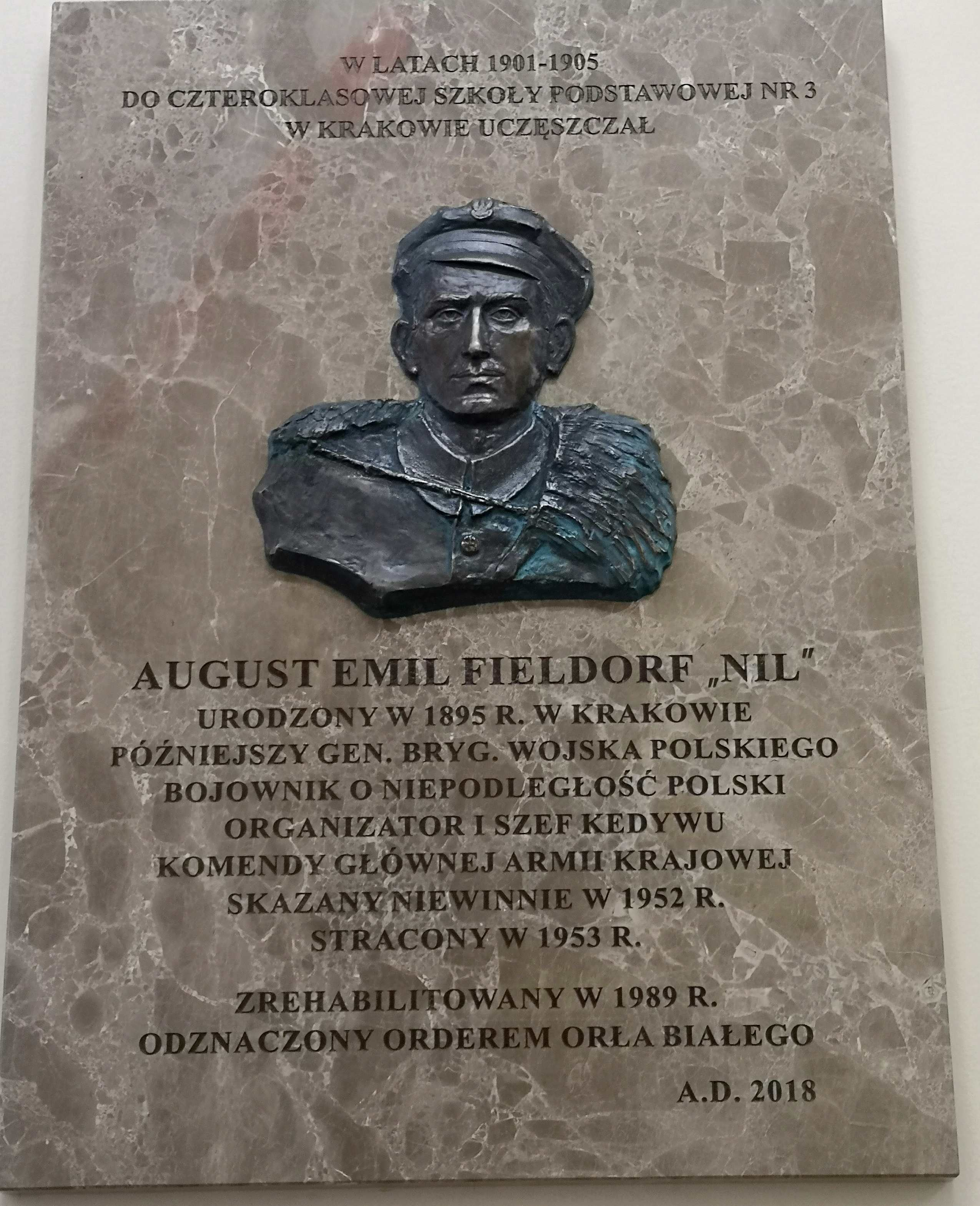
Tablica pamięci generała „Nila”, ul. Topolowa 22 w Krakowie

- tablica pamiątkowa i most im. Generała Augusta Emila Fieldorfa ps. „NIL”. Znajduje się on w Łanach i jest częścią Wschodniej Obwodnicy Wrocławia. Most ten łączy ze sobą Gminę Siechnice z Gminą Czernica[147]

## Ordery i odznaczenia
- Order Orła Białego nr 112 – pośmiertnie (27 lipca 2006)[121][148]
- Krzyż Złoty Orderu Wojennego Virtuti Militari nr 64 (28 września 1944, „za całokształt pracy konspiracyjnej na najbardziej eksponowanych kierowniczych stanowiskach i za wybitną postawę i gotowość podjęcia najcięższych zadań, którym zawsze podołał”)[149][150][151]
- Krzyż Srebrny Orderu Wojskowego Virtuti Militari nr 7169 (17 maja 1922, „za wybitne męstwo okazane pod Hulewiczami w połowie sierpnia 1916”[152])[153]
- Krzyż Niepodległości (9 stycznia 1932,  „za pracę w dziele odzyskania niepodległości”)[154][155]
- Krzyż Kawalerski Orderu Odrodzenia Polski (11 listopada 1937, „za zasługi w służbie ochrony pogranicza”)[156][53]
- Krzyż Walecznych – czterokrotnie (po raz pierwszy w 1921[157] za walki o Wilno na początku 1919, po raz drugi, trzeci i czwarty za walki o Staworowo 13 września 1919, za walki o Dyneburg 23 września 1919, za walkę o Białystok 22 sierpnia 1920[158])
- Medal Wojska – czterokrotnie (15 sierpnia 1948, „za dokonanie w czasie wojny czynu przynoszącego szczególne korzyści wojskom lądowym, a wykraczającego poza normalny obowiązek lub za szczególnie sumienną służbę w czasie wojny”; nr leg. 41008)[159][160][161]
- Złoty Krzyż Zasługi (24 maja 1929, „za zasługi na polu przysposobienia wojskowego”)[162][163]
- Krzyż Zasługi Wojsk Litwy Środkowej[150]
- Medal Pamiątkowy za Wojnę 1918–1921 (1928)[150]
- Medal Dziesięciolecia Odzyskanej Niepodległości (1928)[150]
- Srebrny Medal za Długoletnią Służbę (11 listopada 1938)[164]
- Brązowy Medal za Długoletnią Służbę (10 maja 1938)[165]
- Odznaka „Za wierną służbę” (sierpień 1916)[16][150]
- Odznaka pamiątkowa Korpusu Ochrony Pogranicza[166]
- Brązowa odznaka strzelecka[166]
- Odznaka pamiątkowa 51 Pułku Piechoty Strzelców Kresowych[167]
- Krzyż „Wilno-Wielkanoc”[168][150]
- Krzyż Kampanii Wrześniowej – pośmiertnie (15 sierpnia 1985)[169]
- Krzyż Armii Krajowej – pośmiertnie (15 sierpnia 1967)[170]
- Honorowa odznaka żołnierza Komendy Głównej AK Oddziału V K. Łączności Zagranicznej „Zagroda” – pośmiertnie (15 sierpnia 1981)[170]
- Odznaka Pamiątkowa Szkoły Podchorążych Rezerwy Piechoty ZWZ-AK – pośmiertnie (29 listopada 1985)[169]
- Krzyż Zrzeszenia „Wolność i Niezawisłość” – pośmiertnie (4 listopada 1988)[171]
- Medal 10 Rocznicy Wojny Niepodległościowej – Łotwa (1928)[172][173]
- Krzyż Oficerski Order Zasługi – Węgry (1936)[53]